# Aktiogavialis puertoricensis
Aktiogavialis puertoricensis è un coccodrillo estinto, appartenente ai gavialidi. Visse nell'Oligocene (circa 33 - 23 milioni di anni fa) e i suoi resti fossili sono stati ritrovati a Porto Rico.

## Descrizione
Tutto ciò che si conosce di questo animale sono alcune parti di un cranio frammentario, sufficienti comunque a distinguere Aktiogavialis da altre forme simili. Come tutti i gavialidi, anche Aktiogavialis doveva possedere un corpo piatto e allungato, terminante in una coda appiattita lateralmente. Il cranio era dotato di un muso lungo e stretto dotato di numerosi denti conici appuntiti.

## Classificazione
Aktiogavialis è stato descritto per la prima volta nel 2007, sulla base di una scatola cranica e altri resti frammentari di cranio provenienti dalla formazione San Sebastian, lungo il Rio Guatemala in Porto Rico. Un'analisi filogenetica ha indicato che Aktiogavialis era un membro dei gavialidi, una famiglia di coccodrilli (attualmente rappresentata dal solo gaviale del Gange) dal rostro molto allungato. In particolare, Aktiogavialis sarebbe affine ad altri gavialidi vissuti in Sudamerica, tra cui Gryposuchus e Siquisiquesuchus (Velez-Juarbe et al., 2007).

## Paleoecologia
I sedimenti marini e i nanofossili ritrovati nei depositi dove è stato rinvenuto l'esemplare indicano che Aktiogavialis visse in un ambiente marino o deltizio. Ciò è in contrasto con i gavialidi viventi, che occupano essenzialmente zone di acque dolci dell'Asia meridionale. C'è la possibilità che i fossili di Aktiogavialis siano stati trasportati in una zona deltizia successivamente alla morte dell'animale, ma l'esemplare è stato rinvenuto in un luogo molto lontano da ciò che doveva essere l'antica costa. La conclusione è che i gavialidi erano parzialmente o primariamente rettili di ambiente marino, prima di evolversi in rettili di acqua dolce.